# José Antonio de Soto Saldaña
José Ignacio Antonio de Soto Saldaña y Ruiz de Frutos  (Morelia, Michoacán 3 de marzo de 1774 - Ciudad de México, enero 1814 ) Fue un distinguido abogado con tendencias ilustradas. Se habla muy poco de él en los libros de historia, sin embargo, fue partícipe en la Conspiración de Valladolid descubierta en diciembre de 1809. Además, fue poseedor de una extensa biblioteca, distinguida por ser de las más voluminosas entre los laicos de la época.

## Reseña biográfica

### Primeros años

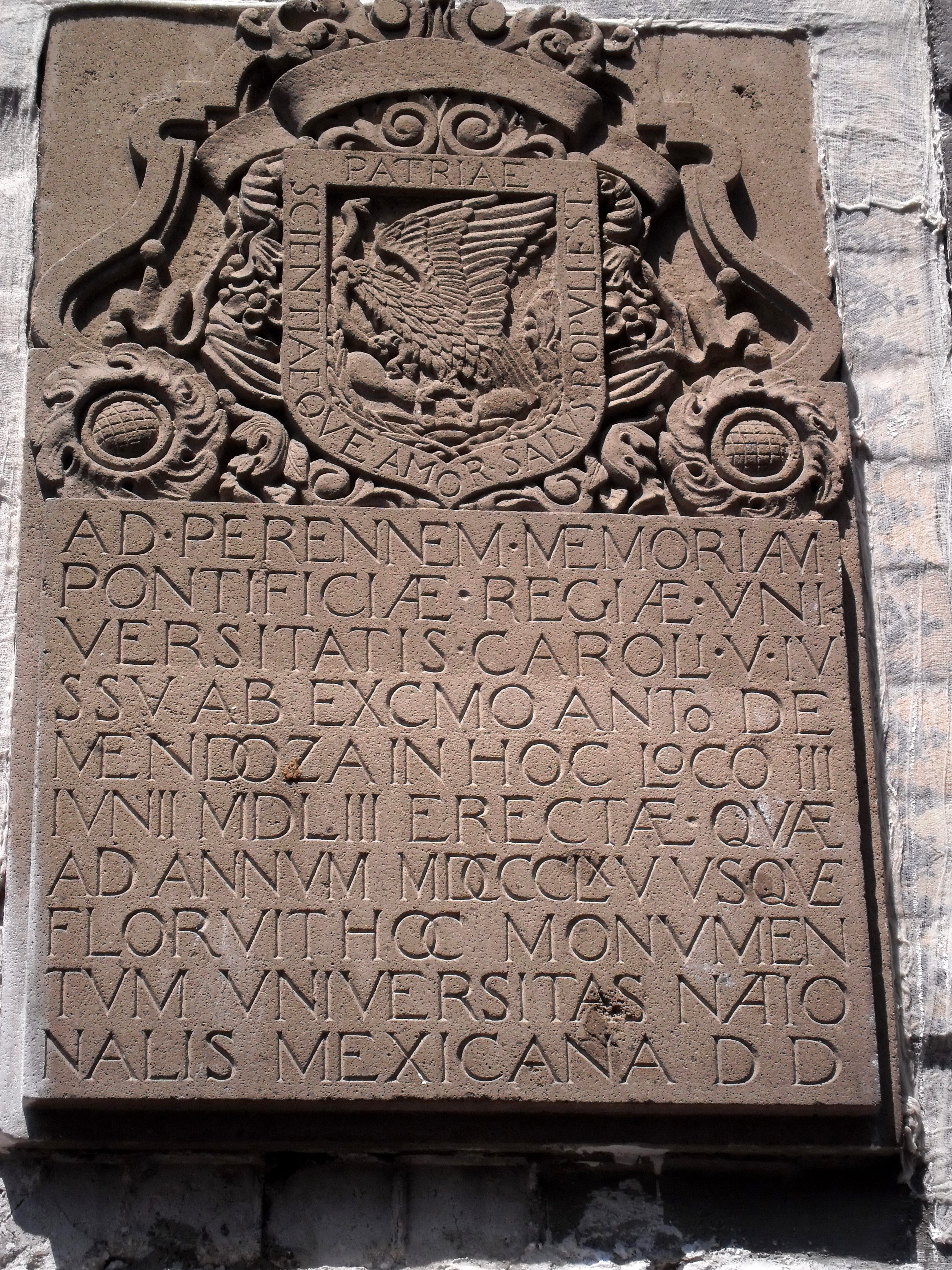
Placa relativa a la Real y Pontificia Universidad de México, de donde de Soto Saldaña egresó como Bachiller en Artes

José Antonio creció en la ciudad de Valladolid, en una casa libre de carencias económicas y en una familia que gozaba de buena reputación. Inició su formación en la escuela de niños de la ciudad, posteriormente ingresó al Seminario Tridentino de San Pedro y a los 17 años se mudó a la Ciudad de México, donde se graduó como Bachiller en Artes en la Real y Pontificia Universidad de México en 1791. Un año y medio después se incorporó como estudiante de leyes en la Universidad de Guadalajara, donde permaneció cuatro años. No hay registro de que se recibió de esta universidad, pero sí de que en 1797 presentó su examen de conocimientos y se recibió de abogado frente a la Real Audiencia.

### Abogado

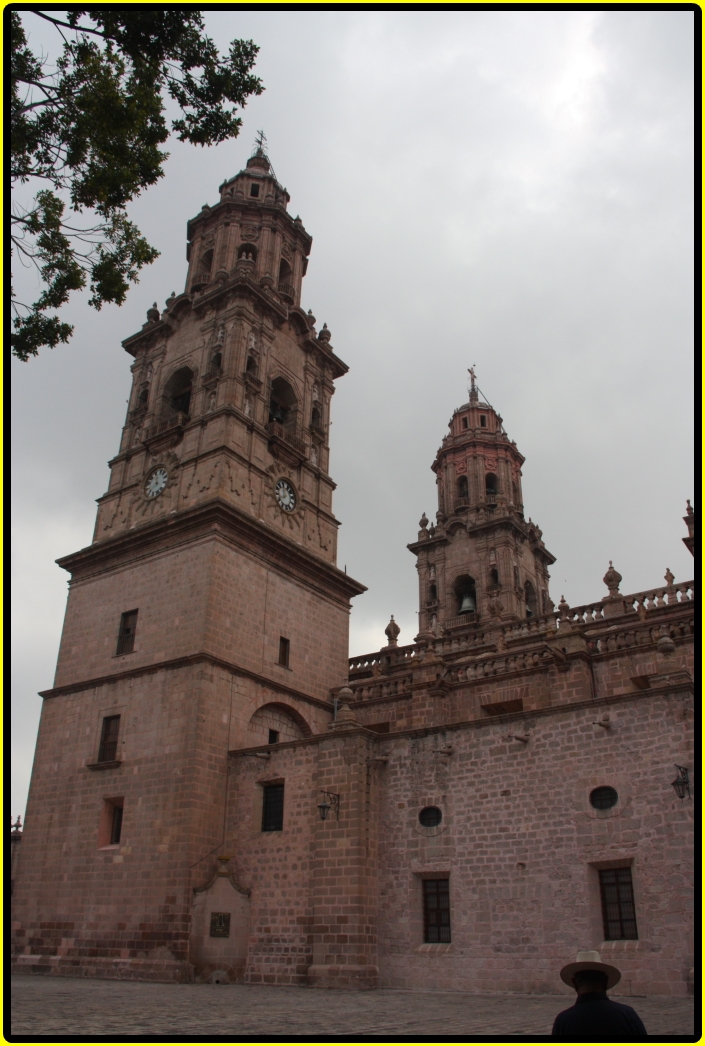
Santa Iglesia Catedral de Valladolid, hoy Morelia

En 1798 presentó un examen y sus documentos para ingresar al Ilustre y Real Colegio de Abogados de México, corporación que daba mucha honra y prestigio a sus integrantes. Sin embargo, por motivos de legitimidad y limpieza de sangre fue rechazado. Al darse cuenta de lo difícil que era hacer un nombre en la capital, debido a su linaje, de ascendentes conversos, decidió regresar a Valladolid, su ciudad natal, donde contrajo matrimonio con Agustina Borja y Mafra, con la cual tuvo tres hijos: Fortunato, María Julia y María Dolores.
No pasó mucho tiempo para que alcanzara cierta fama. Fue colaborador de Juan Antonio de Riaño y Bárcena regidor del ayuntamiento, que luego llegó a ser intendente de Valladolid. Soto Saldaña fungía como asesor del alcalde y firmaba todos los documentos relativos a remates y avalúos de bienes de difuntos. Aquí fue donde tuvo la oportunidad de mezclarse con la clase más alta de Valladolid. Llegó a ser uno de los abogados más solicitados de la intendencia, como lo confirman los 54 autos judiciales encontrados en su casa en el momento del embargo.

### Conspiración de Valladolid

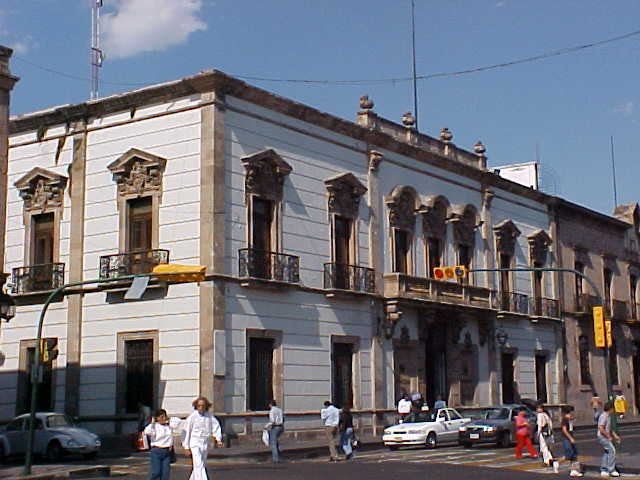
Casa de García Obeso, sede de la conspiración

Hay algunos personajes que se han mantenido en el olvido, pero que fueron activamente partícipes de la Conspiración de Valladolid en diciembre de 1809. Entre ellos se encuentra el Licenciado Soto Saldaña el cual asistió y participó activamente en las “asambleas”. Fue interrogado por las autoridades reales e inclusive pasó varios años en la cárcel de la capital. Incluso se sabe que mantuvo una estrecha relación con otros acusados, aunque en su declaración afirmó que “no los ha tratado ni comunicado, sino sólo en lo político”. Sin embargo, se sabe que muchos de ellos eran sus vecinos y con otros mantuvo vínculos profesionales y negocios.
Una de las acusaciones que se le hicieron al abogado fue la de haber dicho “que era tiempo de tomar las armas y echarse sobre el comandante Martínez de Lejarza“, declaración que él rechazó y desmintió argumentando que las personas que escucharon no entendían latín, idioma en el que él se pronunció.
La noche que fueron aprehendidos los hermanos Michelena y el Capitán José María García Obeso, Soto Saldaña al oír el ruido de fuera, movido por curiosidad salió a ver qué estaba sucediendo. Un desconocido le advirtió que el asesor Terán lo estaba buscando para capturarlo, lo que fue confirmado por un segundo desconocido. Rápidamente fue a despedirse de su mujer y sus hijos, se mantuvo escondido y a la primera oportunidad huyó hacia la Ciudad de México.

### Proceso y final

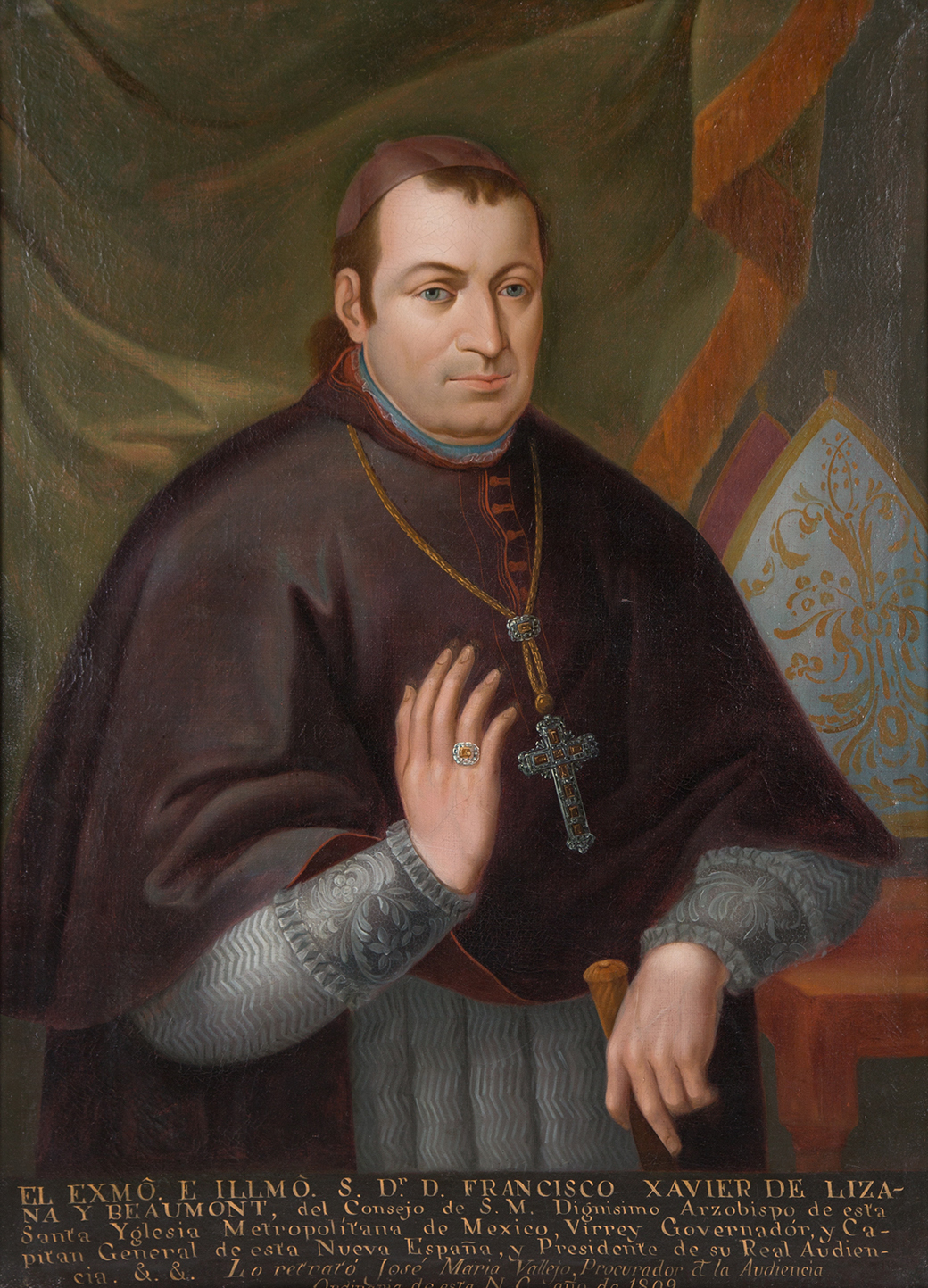
El arzobispo virrey de Lizana y Beaumont lo encarceló

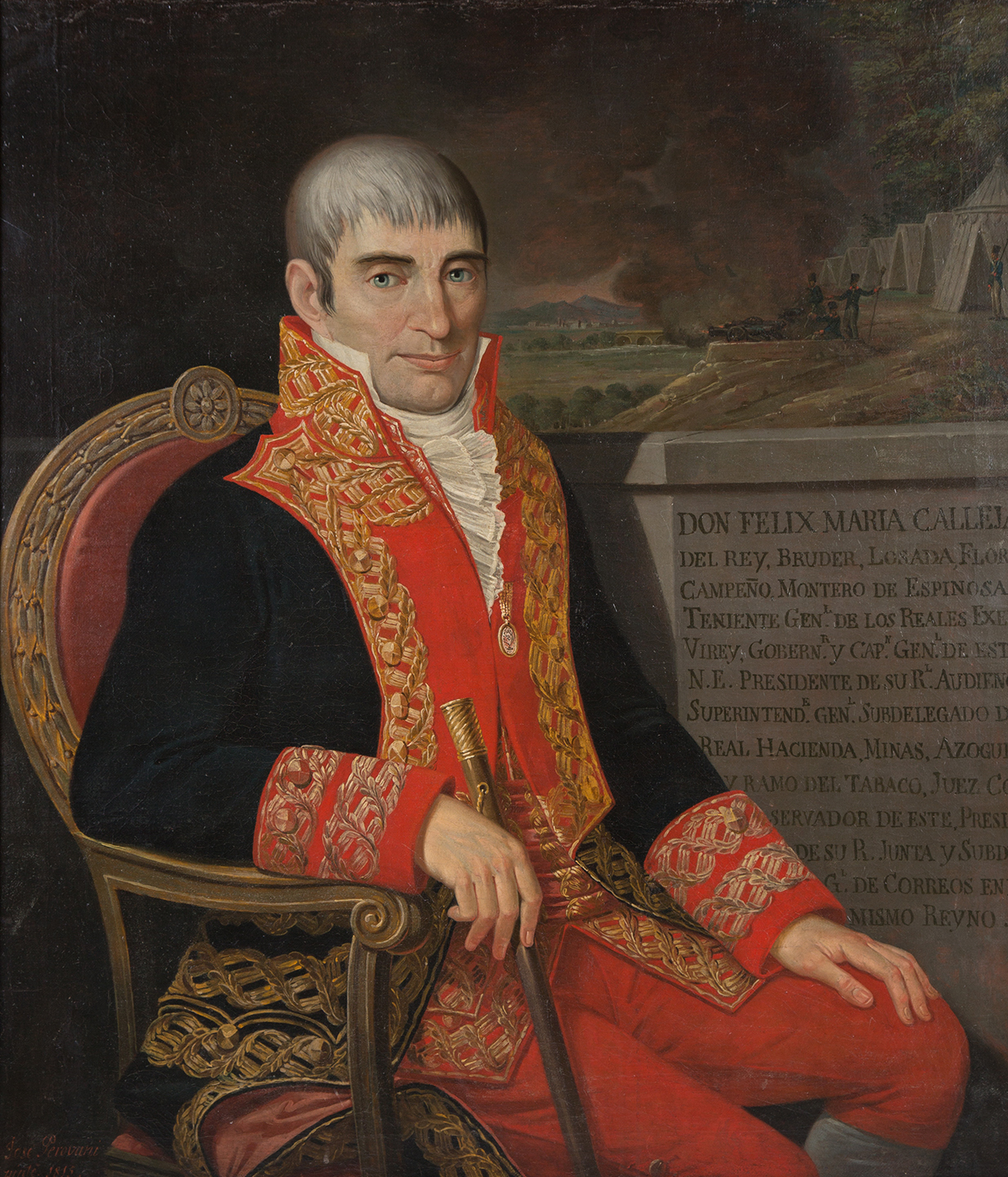
El virrey Félix María Calleja lo liberó

Al llegar a la capital se presentó ante el arzobispo virrey Francisco Javier de Lizana y Beaumont y ante otros ministros reclamando justicia. No fue exonerado y su caso se mantuvo abierto. El 17 de julio de 1810 fue llamado a declarar. Como resultado de las declaraciones y el juicio que se llevó a cabo, fue encarcelado. 
Recobró su libertad años más tarde, cuando gobernaba el virrey Félix María Calleja. El licenciado Melchor de Foncerrada y Ulibarri quien había solicitado el indulto de José Antonio de Soto Saldaña y de Nicolás Michelena, tuvo mucho qué ver en su proceso de liberación. Fue puesto en libertad condicional, la cual le prohibía salir de la capital. A la edad de 39 años fue encontrado muerto en su casa. Se ignora la fecha exacta de su muerte, pero se conoce que el 5 de enero de 1814 se le dio cristiana sepultura.